# Joensuun Kataja
Maillots
Le Joensuun Kataja (connu également sous le nom de Kataja Basket Club) est un club finlandais de basket-ball issu de la ville de Joensuu. Le club appartient à la Korisliiga soit le plus haut niveau du championnat finlandais.

## Palmarès
- Champion de Finlande : 2015 et 2017
- Vainqueur de la Coupe de Finlande : 2002, 2011, 2012 et 2022
- Finaliste de la Coupe de Finlande : 2005

## Entraîneurs
- 2010-2016 :  Jukka Toijala

## Joueurs célèbres ou marquants
- Martti Kuisma
- Sami Laaksonen
- Jyri Lehtonen
- Sami Lehtoranta
- Pekka Markkanen
- Eero Oksava
- Teemu Rannikko
- Jukka Toijala
- Petri Virtanen
- Jonte Flowers
- Andre Foreman
- Jared Newson
- Bobby Anthony Walker
- Lamayn Wilson